# Virginia Slims of Seattle 1978
Virginia Slims of Seattle 1978  — жіночий тенісний турнір, що проходив на закритих кортах з килимовим покриттям Seattle Center Arena в Сіетлі (США) в рамках Світової чемпіонської серії Вірджинії Слімс 1978. Турнір відбувся вдруге і тривав з 6 до 12 лютого 1978 року. Перша сіяна Мартіна Навратілова здобула титул в одиночному розряді й отримала за це 20 тис. доларів США.

## Фінальна частина

### Одиночний розряд
Мартіна Навратілова —  Бетті Стов 6–1, 1–6, 6–1
- Для Навратілової це був 1-й титул в одиночному розряді за сезон і 14-й — за кар'єру.

### Парний розряд
Керрі Мелвілл Рід /  Венді Тернбулл —  Тріш Бостром /  Маріта Редондо 6–2, 6–3

## Призові гроші
| Дисципліна       | П       | F       | 3-тє   | 4-те   | ЧФ     | 1/8    | 1/16 |
| Одиночний розряд | $20,000 | $10,500 | $6,300 | $5,500 | $2,800 | $1,550 | $850 |